# Myllyjärvi (sjö i Finland, Egentliga Tavastland)
Myllyjärvi är en sjö i Finland. Den ligger i kommunen Tavastehus i landskapet Egentliga Tavastland, i den södra delen av landet, 90 km nordväst om huvudstaden Helsingfors. Myllyjärvi ligger 140 meter över havet. Arean är 39,8 hektar och strandlinjen är 4,8 kilometer lång. Sjön  ingår i Kumo älvs huvudavrinningsområde.   I omgivningarna runt Myllyjärvi växer i huvudsak blandskog.
I övrigt finns följande i Myllyjärvi:
- Leppisaari (en ö)